# Campionato italiano di calcio da tavolo 2007
Il trentatreesimo campionato italiano di calcio da tavolo venne organizzato dalla F.I.S.C.T. alla Spezia il 16 e 17 giugno 2007.
Sono stati assegnati 6 titoli:
- Open
- Veterans (Over40)
- Under19
- Under15
- Under12
- Femminile

## Medagliere
| Pos. | Regione   |   |   |   | Totale |
| ---- | --------- | - | - | - | ------ |
| 1    | Campania  | 2 | 1 | 3 | 6      |
| 2    | Toscana   | 2 | 0 | 3 | 5      |
| 3    | Umbria    | 1 | 2 | 0 | 3      |
| 4    | Lazio     | 1 | 0 | 0 | 1      |
| 5    | Liguria   | 0 | 1 | 1 | 2      |
| 6    | Sicilia   | 0 | 1 | 1 | 2      |
| 7    | Lombardia | 0 | 1 | 0 | 1      |
| 8    | Piemonte  | 0 | 0 | 2 | 2      |
| 9    | Puglia    | 0 | 0 | 1 | 1      |

## Risultati

### Categoria Open

#### Girone A
- Daniele Bertelli - Antonio Mettivieri 3-0 ff
- Emanuele Licheri - Antonio Mettivieri 3-0 ff
- Daniele Bertelli - Emanuele Licheri 3-0

#### Girone B
- Stefano Capossela - Marco Bernardis 2-0
- Marco Lauretti - Marco Bernardis 0-3 ff
- Stefano Capossela - Marco Lauretti 3-0 ff

#### Girone C
- Massimiliano Croatti - Massimiliano Nastasi 1-3
- Leo Cristofoletti - Massimiliano Nastasi 0-7
- Leo Cristofoletti - Massimiliano Croatti 1-3

#### Girone D
- Lucio Canicchio - Romualdo Balzano 4-2
- Vincenzo Varriale - Romualdo Balzano 3-2
- Lucio Canicchio - Vincenzo Varriale 3-2

#### Girone E
- Simone Bertelli - Emanuele Richichi 2-0
- Augusto Vagnoni - Emanuele Richichi 0-1
- Simone Bertelli - Augusto Vagnoni 3-1

#### Girone F
- Massimo Bolognino - Francesco Lojacono 5-1
- Alessandro Subazzoli - Francesco Lojacono 3-1
- Massimo Bolognino - Alessandro Subazzoli 5-3

#### Girone G
- Pino Setale - Massimo Armenio 6-1
- Fabrizio Neri - Massimo Armenio 1-0
- Pino Setale - Fabrizio Neri 4-0

#### Girone H
- Roberto Iacovich - Riccardo Panella 3-0
- Daniele Calcagno - Riccardo Panella 0-3
- Roberto Iacovich - Daniele Calcagno 3-0

#### Girone I
- Marco Perazzo - Saverio Bari 0-3
- Luca Fasani - Saverio Bari 0-8
- Marco Perazzo - Luca Fasani 5-0

#### Girone L
- Luca Capellacci - Paolo Licheri 2-1
- Luca Soria - Paolo Licheri 1-6
- Luca Capellacci - Luca Soria 9-1

#### Girone M
- Francesco Venturello - Leandro Cuzzocrea 5-0
- Brian Torboli - Leandro Cuzzocrea 0-1
- Francesco Venturello - Brian Torboli 1-1

#### Girone N
- Gianluca Galeazzi - Antonio Pizzolato 0-3 ff
- Fabio Malvaso - Antonio Pizzolato 1-0
- Gianluca Galeazzi - Fabio Malvaso 0-3 ff

#### Girone O
- Alfonso Gargiulo - Mario Corradi 0-5
- Mauro Petrini - Alfonso Gargiulo 3-1
- Mauro Petrini - Mario Corradi 0-5

#### Barrage
- Paolo Licheri - Leandro Cuzzocrea 2-1
- Saverio Bari - Alessandro Subazzoli 4-1
- Roberto Iacovich - Fabrizio Neri 5-4 d.t.p.
- Fabio Malvaso - Massimiliano Croatti 0-1
- Mario Corradi - Marco Bernardis 4-0
- Francesco Venturello - Emanuele Licheri 0-2
- Pino Setale - Emilio Richichi 1-0
- Luca Capellacci - Vincenzo Varriale 2-1 d.t.s.
- Antonio Pizzolato - Mauro Petrini 1-0 d.t.p.

#### Ottavi di finale
- Daniele Bertelli - Paolo Licheri 4-1
- Roberto Iacovich - Saverio Bari 0-2
- Simone Bertelli - Massimiliano Croatti 3-2 d.t.p.
- Lucio Canicchio - Mario Corradi 1-5
- Massimiliano Nastasi - Marco Perazzo 3-1 d.t.p.
- Massimo Bolognino - Emanuele Licheri 2-1
- Pino Setale - Luca Capellacci 2-1
- Stefano Capossela - Antonio Pizzolato 2-1

#### Quarti di finale
- Daniele Bertelli - Saverio Bari 3-1
- Simone Bertelli - Mario Corradi 3-0
- Massimiliano Nastasi - Massimo Bolognino 2-3 d.t.p.
- Pino Setale - Stefano Capossela 2-3 d.t.p.

#### Semifinali
- Simone Bertelli - Daniele Bertelli 1-0
- Massimo Bolognino - Stefano Capossela 4-2

#### Finale
- Simone Bertelli - Massimo Bolognino 1-0 d.t.p.

### Categoria Under19

#### Girone A
- Riccardo La Rosa - Manuel Guidi 4-0
- Riccardo La Rosa - Francesco Nespoli 6-1
- Manuel Guidi - Francesco Nespoli 1-2

#### Girone B
- Mario Frittelli - Stefano Buono 2-7
- Mario Frittelli - Nicola Catani 3-2
- Nicola Catani - Stefano Buono 0-9

#### Girone C
- Michael Plumari - Athos Pedrelli 2-0
- Michael Plumari - Andrea Cardia 0-4
- Andrea Cardia - Athos Pedrelli 4-0

#### Semifinali
- Riccardo La Rosa - Mario Frittelli 5-1
- Francesco Nespoli - Stefano Buono 0-5

#### Finale
- Riccardo La Rosa - Stefano Buono 1-4

### Categoria Under15

#### Girone A
- Mattia Bellotti - Alberto Acerbi 8-0
- Mattia Bellotti - Daniele Lamporesi 7-0
- Alberto Acerbi - Daniele Lamporesi 3-2

#### Girone B
- Simone Palmieri - Giacomo Gardini 3-4
- Riccardo Perfetti - Giacomo Gardini 0-3
- Simone Palmieri - Riccardo Perfetti 6-1

#### Girone C
- Andrea Manganello - Andrea Nunziatini 3-0
- Lorenzo Vivaldi - Andrea Nunziatini 0-4
- Andrea Manganello - Lorenzo Vivaldi 7-0

#### Girone D
- Niccolò Stefanucci - Andrea Roveri 1-2
- Francesco Bardi - Alessio Cavallaro 0-5
- Niccolò Stefanucci - Francesco Bardi 5-0
- Alessio Cavallaro - Andrea Roveri 0-2
- Niccolò Stefanucci - Alessio Cavallaro 1-1
- Andrea Roveri - Francesco Bardi 2-0

#### Quarti di finale
- Mattia Bellotti - Andrea Nunziatini 8-0
- Andrea Roveri - Simone Palmieri 0-3
- Andrea Manganello - Alberto Acerbi 3-1
- Giacomo Gardini - Niccolò Stefanucci 0-2

#### Semifinale
- Mattia Bellotti - Simone Palmieri 2-1
- Andrea Manganello - Niccolò Stefanucci 3-1 d.t.p.

#### Finale
- Mattia Bellotti - Andrea Manganello 4-0

### Categoria Under 12

#### Girone A
- Diego Tagliaferri - Paolo Zambello 5-0
- Antonio Peluso - Paolo Zambello 3-2
- Diego Tagliaferri - Antonio Peluso 3-0

#### Girone B
- Antonio De Francesco - Alessandro Masi 0-0
- Matteo Banchi - Alessandro Masi 1-2
- Antonio De Francesco - Matteo Banchi 2-1

#### Girone C
- Alessandro Feo - Federico Solari 1-1
- Federica Bellotti - Federico Solari 0-3
- Federica Bellotti - Alessandro Feo 0-3

#### Girone D
- Luca Zambello - Emanuele Lo Cascio 3-1
- Luca Battisti - Bendrit Nivokazi 7-1
- Luca Zambello - Luca Battisti 1-2
- Emanuele Lo Cascio - Bendrit Nivokazi 5-0
- Luca Zambello - Bendrit Nivokazi 8-0
- Emanuele Lo Cascio - Luca Battisti 3-1

#### Quarti di finale
- Diego Tagliaferri - Alessandro Feo 5-1
- Luca Zambello - Alessandro Masi 3-0
- Federico Solari - Antonio Peluso 3-0
- Antonio De Francesco - Emanuele Lo Cascio 3-4 d.t.p.

#### Semifinali
- Diego Tagliaferri - Luca Zambello 3-2 d.t.s.
- Federico Solari - Emanuele Lo Cascio 2-1 d.t.s.

#### Finale
- Diego Tagliaferri - Federico Solari 3-1

### Categoria Veterans

#### Girone A
- Paolo Finardi - Enzo De Bastiani 5-1
- Riccardo Schito - Enzo De Bastiani 4-1
- Paolo Finardi - Riccardo Schito 7-1

#### Girone B
- Marco Borriello - Valentino Spagnolo 2-2
- Marco Bacci - Valentino Spagnolo 1-2
- Marco Borriello - Marco Bacci 3-0

#### Girone C
- Mauro Manganello - Efisio Fois 2-1
- Stefano Tagliaferri - Efisio Fois 0-1
- Mauro Manganello - Stefano Tagliaferri 4-1

#### Girone D
- Giacomo Monica - Giovanni Volpi 3-0
- Giuseppe Cascioli - Giovanni Volpi 3-0
- Giuseppe Cascioli - Giacomo Monica 1-5

#### Girone E
- Rodolfo Casentini - Giorgio Cardia 2-0
- Francesco Mattiangeli - Giorgio Cardia 5-0
- Francesco Mattiangeli - Rodolfo Casentini 4-2

#### Girone F
- Riccardo Marinucci - Marco De Angelis 3-0
- Giuseppe Lo Cascio - Stefano Buzzi 3-0 ff
- Stefano Buzzi - Marco De Angelis 0-3 ff
- Riccardo Marinucci - Giuseppe Lo Cascio 7-1
- Riccardo Marinucci - Stefano Buzzi 3-0 ff
- Giuseppe Lo Cascio - Marco De Angelis 0-3

#### Barrages
- Francesco Mattiangeli - Giuseppe Lo Cascio 9-0
- Riccardo Marinucci - Rodolfo Casentini 2-1
- Riccardo Schito - Giuseppe Cascioli 1-0 d.t.s.
- Valentino Spagnolo - Efisio Fois 4-0

#### Quarti di finale
- Paolo Finardi - Valentino Spagnolo 2-1
- Giacomo Monica - Francesco Mattiangeli 1-2
- Mauro Manganello - Riccardo Marinucci 2-0
- Marco Borriello - Riccardo Schito 2-1

#### Semifinali
- Paolo Finardi - Francesco Mattiangeli 2-3 d.t.p.
- Mauro Manganello - Marco Borriello 3-2 d.t.p.

#### Finale
- Francesco Mattiangeli - Mauro Manganello 1-0

### Categoria Femminile

#### Girone Unico
- Gabriella Costa - Laura Panza 0-2
- Gabriella Costa - Marina Minichiello 2-0
- Laura Panza - Marina Minichiello 0-0

#### Finale
- Gabriella Costa - Laura Panza 2-1 d.t.s.